# Hirakawa Tadaaki
Hirakawa Tadaaki (平川 忠亮 Hirakawa Tadaaki, sinh ngày 1 tháng 5 năm 1979 ở Shimizu-ku, Shizuoka, Nhật Bản) là một cầu thủ bóng đá người Nhật Bản thi đấu ở vị trí tiền vệ, và hiện tại thi đấu cho đội bóng J. League Urawa Red Diamonds.

## Thống kê sự nghiệp

### Câu lạc bộ
Cập nhật đến ngày 23 tháng 2 năm 2018.
| Câu lạc bộ          | Mùa giải            | Giải vô địch | Giải vô địch | Cúp Hoàng đế Nhật Bản | Cúp Hoàng đế Nhật Bản | J. League Cup | J. League Cup | AFC     | AFC       | Khác*   | Khác*     | Tổng    | Tổng      |
| Câu lạc bộ          | Mùa giải            | Số trận      | Bàn thắng    | Số trận               | Bàn thắng             | Số trận       | Bàn thắng     | Số trận | Bàn thắng | Số trận | Bàn thắng | Số trận | Bàn thắng |
| ------------------- | ------------------- | ------------ | ------------ | --------------------- | --------------------- | ------------- | ------------- | ------- | --------- | ------- | --------- | ------- | --------- |
| Urawa Red Diamonds  | 2002                | 22           | 0            | 0                     | 0                     | 7             | 0             | -       | -         | -       | -         | 29      | 0         |
| Urawa Red Diamonds  | 2003                | 30           | 1            | 1                     | 0                     | 9             | 0             | -       | -         | -       | -         | 40      | 1         |
| Urawa Red Diamonds  | 2004                | 22           | 1            | 4                     | 0                     | 9             | 0             | -       | -         | 2       | 0         | 37      | 1         |
| Urawa Red Diamonds  | 2005                | 26           | 2            | 0                     | 0                     | 10            | 0             | -       | -         | -       | -         | 36      | 2         |
| Urawa Red Diamonds  | 2006                | 28           | 1            | 4                     | 0                     | 8             | 1             | -       | -         | -       | -         | 40      | 2         |
| Urawa Red Diamonds  | 2007                | 19           | 0            | 0                     | 0                     | 1             | 0             | 10      | 0         | 2       | 0         | 32      | 0         |
| Urawa Red Diamonds  | 2008                | 31           | 1            | 2                     | 0                     | 2             | 0             | 4       | 0         | -       | -         | 39      | 1         |
| Urawa Red Diamonds  | 2009                | 11           | 0            | 1                     | 0                     | 2             | 0             | -       | -         | -       | -         | 14      | 0         |
| Urawa Red Diamonds  | 2010                | 26           | 0            | 3                     | 0                     | 3             | 0             | -       | -         | -       | -         | 32      | 0         |
| Urawa Red Diamonds  | 2011                | 24           | 1            | 3                     | 0                     | 2             | 0             | -       | -         | -       | -         | 29      | 1         |
| Urawa Red Diamonds  | 2012                | 31           | 1            | 3                     | 0                     | 1             | 0             | -       | -         | -       | -         | 35      | 1         |
| Urawa Red Diamonds  | 2013                | 27           | 0            | 0                     | 0                     | 5             | 0             | 5       | 0         | -       | -         | 37      | 0         |
| Urawa Red Diamonds  | 2014                | 25           | 1            | 0                     | 0                     | 4             | 0             | -       | -         | -       | -         | 29      | 1         |
| Urawa Red Diamonds  | 2015                | 8            | 0            | 1                     | 0                     | 2             | 0             | 4       | 0         | 2       | 0         | 17      | 0         |
| Urawa Red Diamonds  | 2016                | 0            | 0            | 0                     | 0                     | 1             | 0             | 1       | 0         | 0       | 0         | 2       | 0         |
| Urawa Red Diamonds  | 2017                | 3            | 0            | 1                     | 0                     | 1             | 0             | 0       | 0         | 0       | 0         | 5       | 0         |
| Tổng cộng sự nghiệp | Tổng cộng sự nghiệp | 333          | 9            | 23                    | 0                     | 67            | 1             | 24      | 0         | 6       | 0         | 453     | 10        |

*Bao gồm các giải đấu khác, bao gồm J. League Championship, Siêu cúp Nhật Bản và Giải bóng đá Cúp câu lạc bộ thế giới.

## Giải thưởng và danh hiệu

### Câu lạc bộ
Urawa Red Diamonds
- J. League Division 1: 1

2006
- Cúp Hoàng đế Nhật Bản: 2

2005, 2006
- J. League Cup: 2

2003, 2016
- Giải vô địch bóng đá các câu lạc bộ châu Á: 2

2017, 2007
- Siêu cúp Nhật Bản: 1

2006